# Memphis (hudební skupina)
Memphis je česká pop-rocková hudební skupina. Vznikla v roce 2005 v Hradci Králové a aktivně koncertuje po celé České republice. Mezi nejznámější singly patří „Sunshine“, „Give Me More“, „One More Try“ (album In Songs About Her), „Spojení“ a nejnovější „Uprostřed všeho“.

## Historie
Kapela Memphis vznikla v roce 2005 v Hradci Králové. Po vydání videoklipu „The one“ se kapele otevřely dveře ke spolupráci s českým producentem Ecsonem Waldesem (Mandrage, Dara Rolins, Monkey Business …). Pod jeho taktovkou vznikla debutová deska In Songs About Her, která vyšla na jaře roku 2013 u vydavatelství BrainZone. Singl „Sunshine“ vyhrál českou hudební hitparádu T-Music Chart, stal se čtvrtou nejhranější písní (IFPI) a ke slyšení byl na většině českých rádií. Další singl z desky – „Get up“ se celkem 4× umístil na prvním místě hitparády Evropa 2 Music chart. V létě 2013 vyšel třetí singl z nové desky – „Give Me More“, který produkoval britský producent KIZ (One Direction, Mann …). V roce 2013 Memphis navázal spolupráci s producentem Gregem Haverem (Melanie C, Bullet for My Valentine, Manic Street Preachers …). Výsledkem byla píseň „One More Try“, která vyšla na jaře roku 2014. Klip k „One More Try“ šlo vidět na Óčko TV.
Na konci roku 2014 se kapela rozhodla pro zásadní změnu ve své tvorbě – začala textovat své nové písně česky. „Chtěl jsem se pomocí textů dostat blíž ke všem našim fanouškům. Čeština je krásnej jazyk a dá se pomocí ní vyjádřit daleko líp myšlenka, kterou jsem chtěl v písni sdělit,“ řekl frotman Honza Řičař. První singl v češtině bylo „Spojení“ (prosinec 2014), který zabodoval v T-Mobile Music chart a rotoval i Óčko Tv.
Další singl se jmenuje „Uprostřed všeho“ (srpen 2015). Singl byl natočen (stejně jako Spojení) pod taktovkou kapele již dobře známého britského producenta Grega Havera. Pro klip si kapela vybrala příběh jejich kamarádky „Kíti“. Frontman Honza o klipu řekl: „Věřím, že ať už v životě chcete dosáhnout čehokoli, je to možný. Důležitý je ale vydržet, a i když se nedaří, tak ‘jít dál’. Naše dlouholetá kamarádka z Hradce, Kíťa, je přesně takový člověk. Co pro ostatní může být handicap, zvládá s přehledem. Má skvělého přítele, žije naplno, závodí po celém světě a je důkazem toho, že vůlí můžeme překonat životní překážky. Její přístup k životu mě inspiruje. Budu rád, když bude i vás.“
Memphis jsou také „Local Heroes“ pro jednu z největších světových denimových značek LEE.

## Sestava
Čtyřčlennou sestavu tvoří:
- Jan Řičař – zpěv
- Pavel Urban – kytara
- Matěj Horák – baskytara
- Kamil Šritr – bicí

## Diskografie
Debutové album In Songs About Her vyšlo na jaře roku 2013 u vydavatelství BrainZone.
Seznam skladeb:
1. Sunshine
2. Get Up
3. Give Me More
4. Why I
5. My Words
6. Let This Party Start
7. Nothing On Me
8. Down On You
9. One More Try
10. I Don't Need You
11. Such a Fool
12. No Tears
13. One More Try (radio edit)

Singly vydané po prosinci 2014 (v češtině):
- „Spojení“ (prosinec 2014)
- „Uprostřed všeho“ (srpen 2015)